# Нільс Габріель Сефстрьом
Нільс Габріель Сефстрьом (швед. Nils Gabriel Sefström, 2 червня 1787, Ісбо (Гельсінгланд) — 30 листопада 1845, Стокгольм) — шведський хімік та мінералолог, один з відкривачів елементу Ванадію.
Нільс Габріель Сефстрьом був студентом у Єнса Якоба Берцеліуса. З 1820 по 1839 роки викладав у гірничій школі міста Фалуна. Після цього працював завідувачем лабораторії королівського гірничого коледжу у Стокгольмі. У 1830 році при дослідженні залізовмісного мінералу з місцевості Таберґа знову відкрив елемент Ванадій, що був вже знайдений у 1801 році Андресом Мануелем дель Ріо у мексиканській свинцевмісній руді. Одразу після цього повторного відкриття, Фрідріх Велер встановив, що у випадку відкриттів Сефстрьома та Ріо — елементів Ванадію та Еритохрому йдеться про один і той же хімічний елемент. У 1815 році став членом Шведської королівської академії наук, а у 1841 році членом-кореспондентом Прусської академії наук.